# Cavallirio
Cavallirio (Cavalij [kavaˈli] in piemontese comune, Cavalin o Cavaliri in dialetto locale) è un comune italiano di 1 293 abitanti della provincia di Novara, distante 34 km dal capoluogo.

## Geografia fisica
Si trova sui primi contrafforti prealpini, alla sinistra orografica del fiume Sesia.

Fa parte del Parco naturale del Monte Fenera.

## Origini del nome
L'etimologia è incerta anche se la più accreditata deriva dal latino tardo medievale "caballi-rivus" ovvero rio dei cavalli. La tradizione ipotizza l'esistenza di una stazione di cambio nelle vicinanze di un corso d'acqua. Un'altra ipotesi, in un documento del 1600 circa indica "caballi regis" perché qui si tenevano al pascolo i cavalli di qualche ignoto sovrano; questa ipotesi pare cadere perché sulla scorta di un documento del 1029 "curtis Caballi Regis" debba attribuirsi al vicino Cavaglio d'Agogna. Una più plausibile ipotesi porta al toponimo Caballarium (parco dei cavalli) avvalorata dal fatto che la frazione Stoccada rifletta la voce longobarda Stotgard (parco dei cavalli).  In antiche carte il nome veniva storpiato in Cabaler, Cavallerio o Cavalero. È certo che in una grida del 1733 il nome riportato è "Cavallirio Novarese".

## Storia
Appartenuto al Comitato di Pombia poi in un diploma del 1028 Corrado il Salico concedeva il paese a Pietro vescovo di Novara. Lo stesso Corrado non ancora imperatore nel 1025 aveva donato alla chiesa vescovile di Novara diverse terre in Valsesia nell'Ossola e la contea di Varallo Pombia.

Nel 1152 un diploma di Federico I ne conferma l'appartenenza ai signori di Castello.

Nel 1402 Gian Galeazzo Visconti fu dato in feudo a Francesco Barbavara. Poi passò ai Guarco.

Ai Marchesi di Romagnano toccò nel 1471.

Si separò da Romagnano nel 1536 e nel 1583 fu parrocchia.

È documentato che dal 24 luglio al 4 agosto 1655 Cavallirio fu saccheggiato dai soldati savoiardi e poi nel 1658 il 6 settembre da quelli sotto il comando del duca di Modena alleato dei francesi.

Una grida del 3 febbraio 1733 emessa dal governatore di Milano (Virico Filippo Lorenzo di Duan) certifica che Cavallirio era proprietà spagnola rappresentando egli il sovrano spagnolo Carlo VI. Questo documento è alquanto curioso perché obbliga ogni casa a non tenere più di tre pecore.

Però nel 1734 a causa della Guerra di Successione Polacca parte del Contado di Novara passò in mano a casa Savoia retta da Carlo Emanuele III, questo fu affrancato dal trattato di pace, (Pace di Vienna 1738) in cui si imponeva sia a Carlo Emanuele III che a Filippo V di Spagna di abbandonare Milano.

Il 7 settembre 1800 venne emanato un decreto attestante che a partire dal 22 settembre (primo vendemmiaio) tutto il Novarese e la Valsesia a sinistra del fiume sarebbero entrati a far parte della Repubblica Cisalpina. Il 28 ottobre 1800 venne costituito il dipartimento dell'Agogna che durò fino alla caduta di Napoleone ed all'entrata delle truppe austriache in Milano e Novara il 26 aprile 1814.

Nel 1827 fu trovato un frammento di lapide risalente all'epoca romana. Qualche tempo dopo viene trovata un'altra lapide praticamente integra. Quest'ultima fa supporre che il paese fosse già abitato in epoca romana.

### Simboli
Lo stemma e il gonfalone sono stati concessi con decreto del Presidente della Repubblica n. 4185 del 25 settembre 1989.
Stemma
Gonfalone

## Monumenti e luoghi d'interesse[7]

### Architetture civili
Su un colle che domina il paese si trovano i ruderi della Torre di Cavallirio risalente al XII secolo, forse riedificata intorno al XVII secolo.
Nei dintorni, nei luoghi degli antichi vigneti, si ergono i casotti o cascinotti della vigna: si tratta di strutture di modeste dimensioni a pianta quadrata o rettangolare, con uno o più locali divisi su due piani, edificati a partire dal 1800.

### Architetture religiose
- Chiesa parrocchiale di San Gaudenzio, settecentesca
- Ossario con affreschi del XVIII secolo
- Oratorio dell'Assunta, seicentesco
- Oratorio di San Rocco, cappella privata, affrescata dal Peracino
- Chiesa campestre di San Germano di origine medievale
- le "Tre Madonnine", edicole votive ottocentesche

### Aree naturali
- Riserva naturale orientata delle Baragge;
- Parco Naturale del Monte Fenera.

### Altri luoghi
Villaggio Verde in località San Germano di Cavallirio, comunità sperimentale basata sui principi teosofici fondata negli anni ottanta dall'antropologo Bernardino Del Boca (1919-2001) col quale collaborarono l'editore Edoardo Bresci (1916-1990) e il progettista Giorgio Grati.

## Società

### Evoluzione demografica
Abitanti censiti

Da altre fonti:
- 1600  500
- 1649  626
- 1750  797
- 1783  939
- 1792  962
- 1805  986
- 1827 1 044
- 1848 1 116
- 1993 1 050
- 1994 1 110
- 1995 1 183
- 1999 1 196
- 2000 1 201
- 2002 1 240
- 2004 1 254[senza fonte]

## Amministrazione
Di seguito è presentata una tabella relativa alle amministrazioni che si sono succedute in questo comune.
| Periodo        | Periodo        | Primo cittadino | Partito                                  | Carica  | Note   |
| -------------- | -------------- | --------------- | ---------------------------------------- | ------- | ------ |
| 18 giugno 1985 | 5 giugno 1990  | Guido Gallina   | Partito Socialista Italiano              | Sindaco | [ 15 ] |
| 2 luglio 1990  | 24 aprile 1995 | Guido Gallina   | Partito Socialista Italiano              | Sindaco | [ 15 ] |
| 24 aprile 1995 | 14 giugno 1999 | Guido Gallina   | centro-sinistra                          | Sindaco | [ 15 ] |
| 14 giugno 1999 | 14 giugno 2004 | Guido Gallina   | centro-sinistra                          | Sindaco | [ 15 ] |
| 14 giugno 2004 | 8 giugno 2009  | Alessio Ioppa   | lista civica                             | Sindaco | [ 15 ] |
| 8 giugno 2009  | 26 maggio 2014 | Alessio Ioppa   | lista civica                             | Sindaco | [ 15 ] |
| 26 maggio 2014 | 27 maggio 2019 | Vito D'Aguanno  | lista civica Tracciamo un nuovo percorso | Sindaco | [ 15 ] |
| 27 maggio 2019 | in carica      | Vito D'Aguanno  | lista civica Tracciamo un nuovo percorso | Sindaco | [ 15 ] |

## Galleria d'immagini

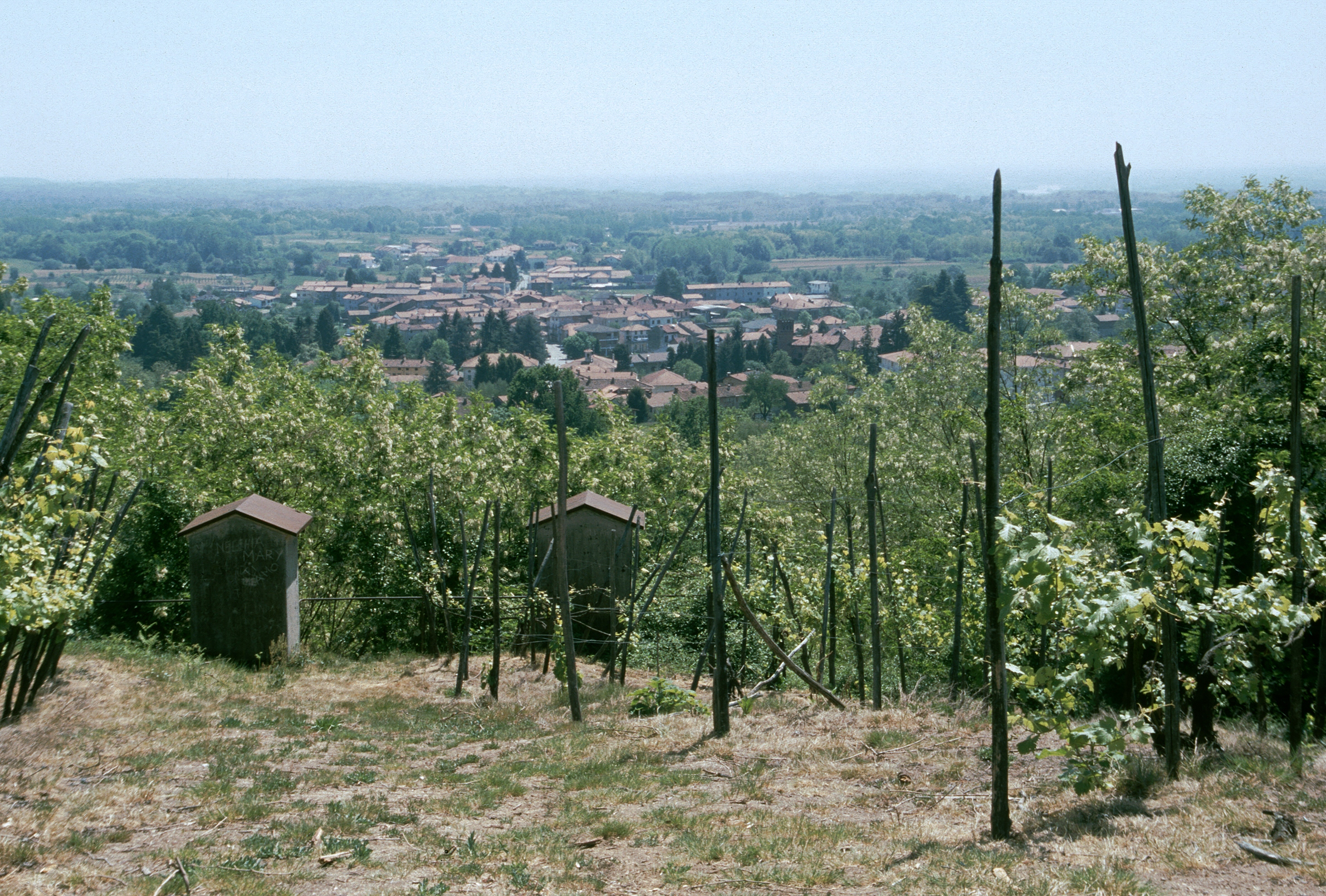
Panorama dalle Madonnine
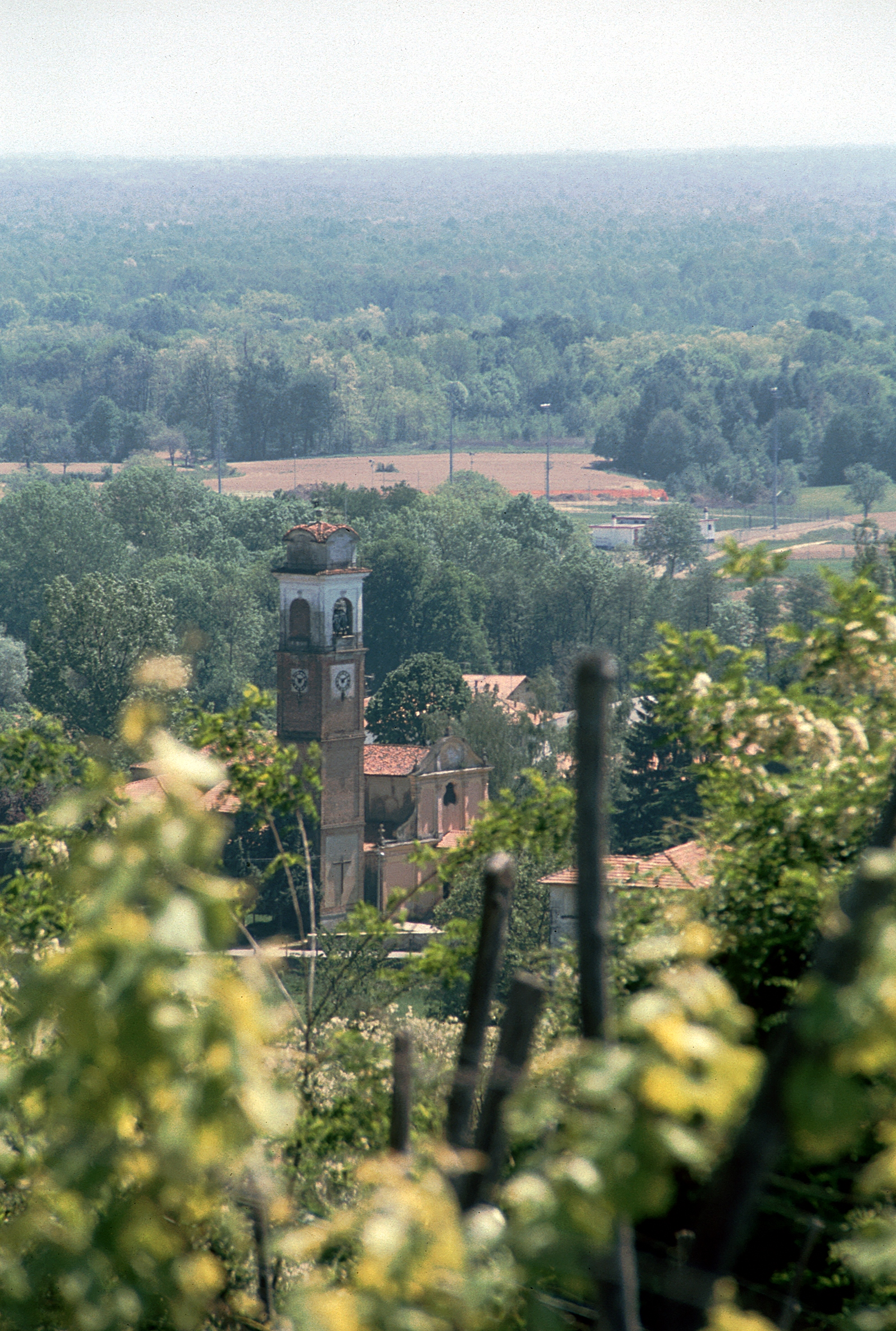
Chiesa parrocchiale di San Gaudenzio vista dalle Madonnine
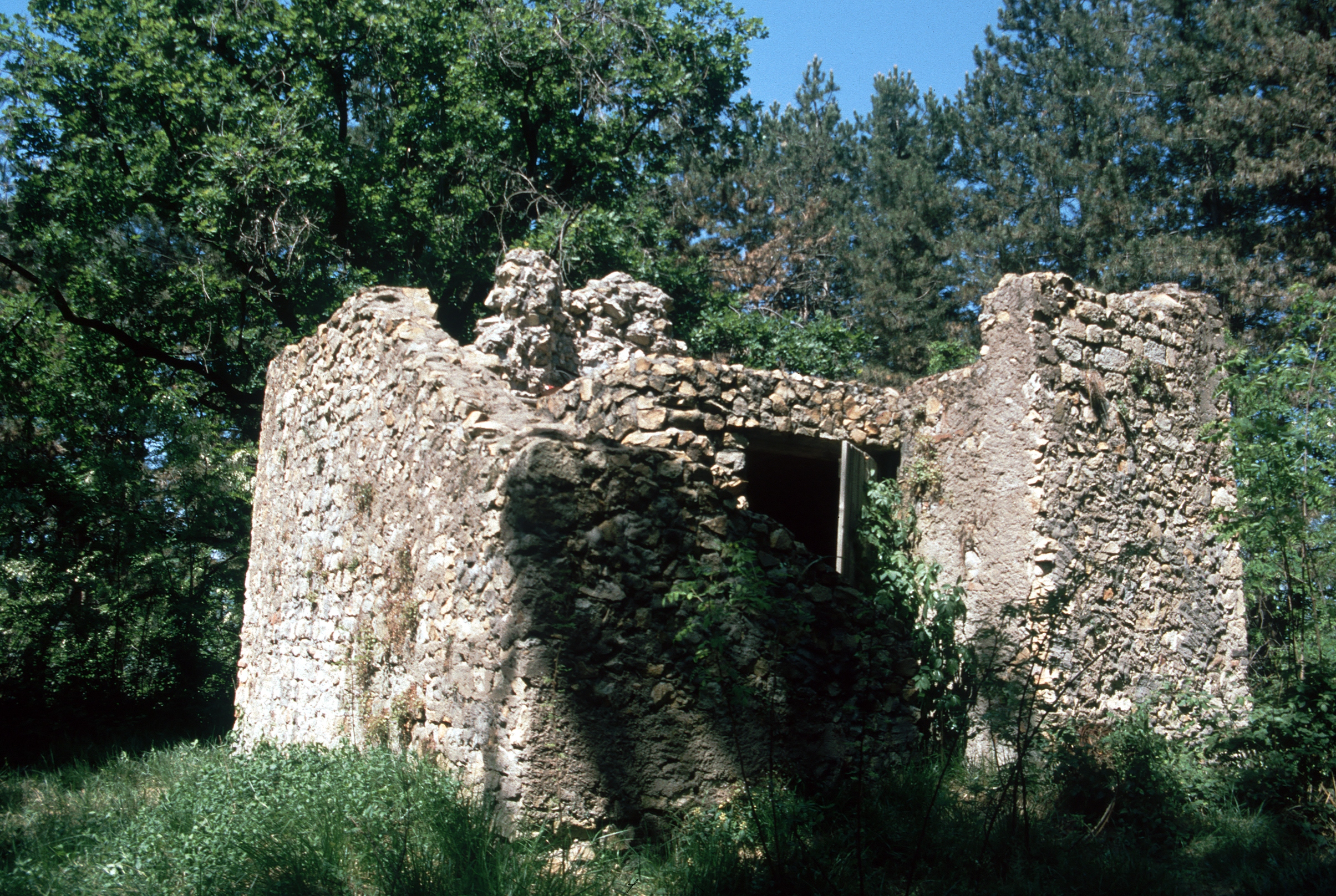
La torre
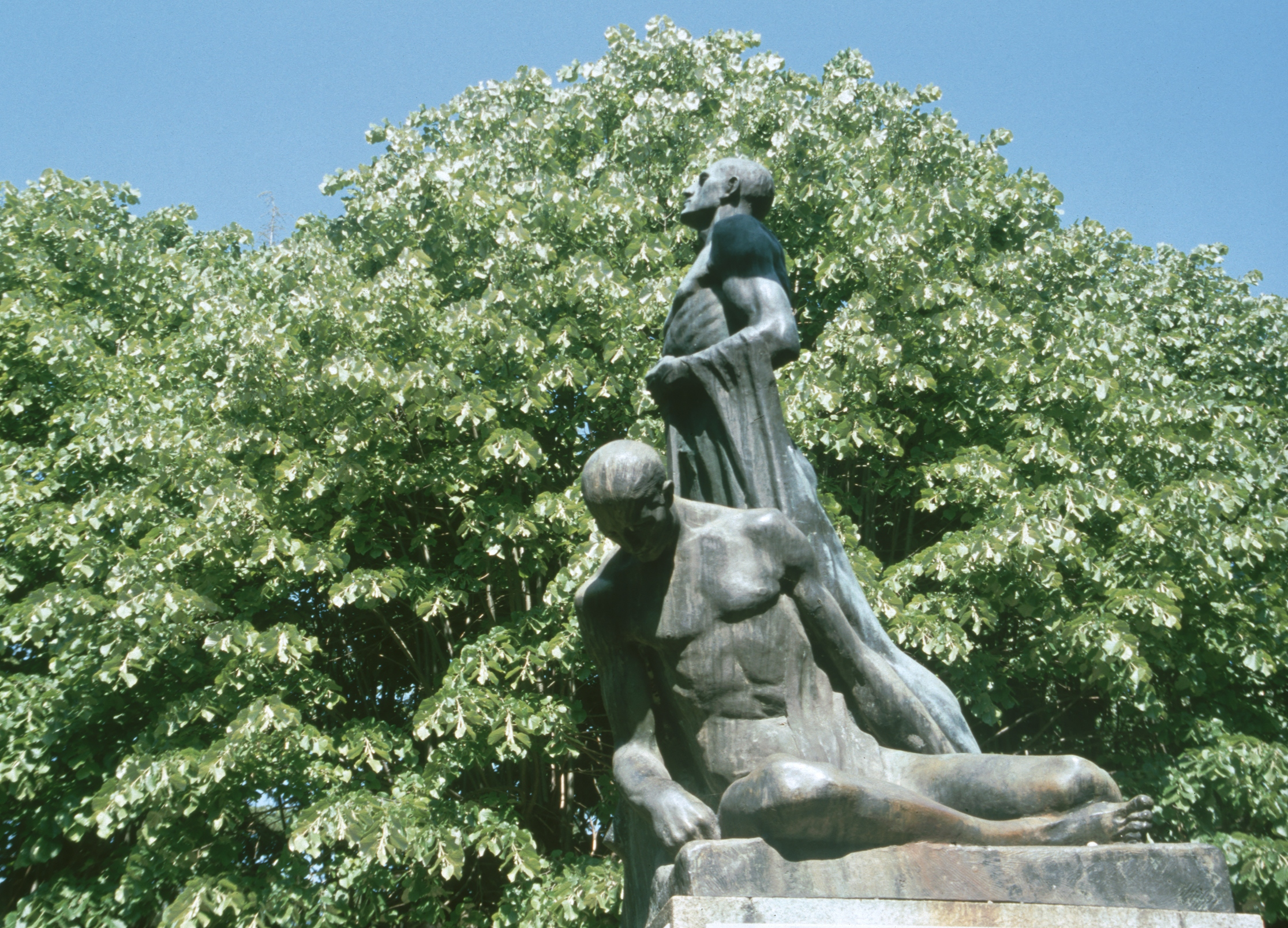
Monumento ai caduti
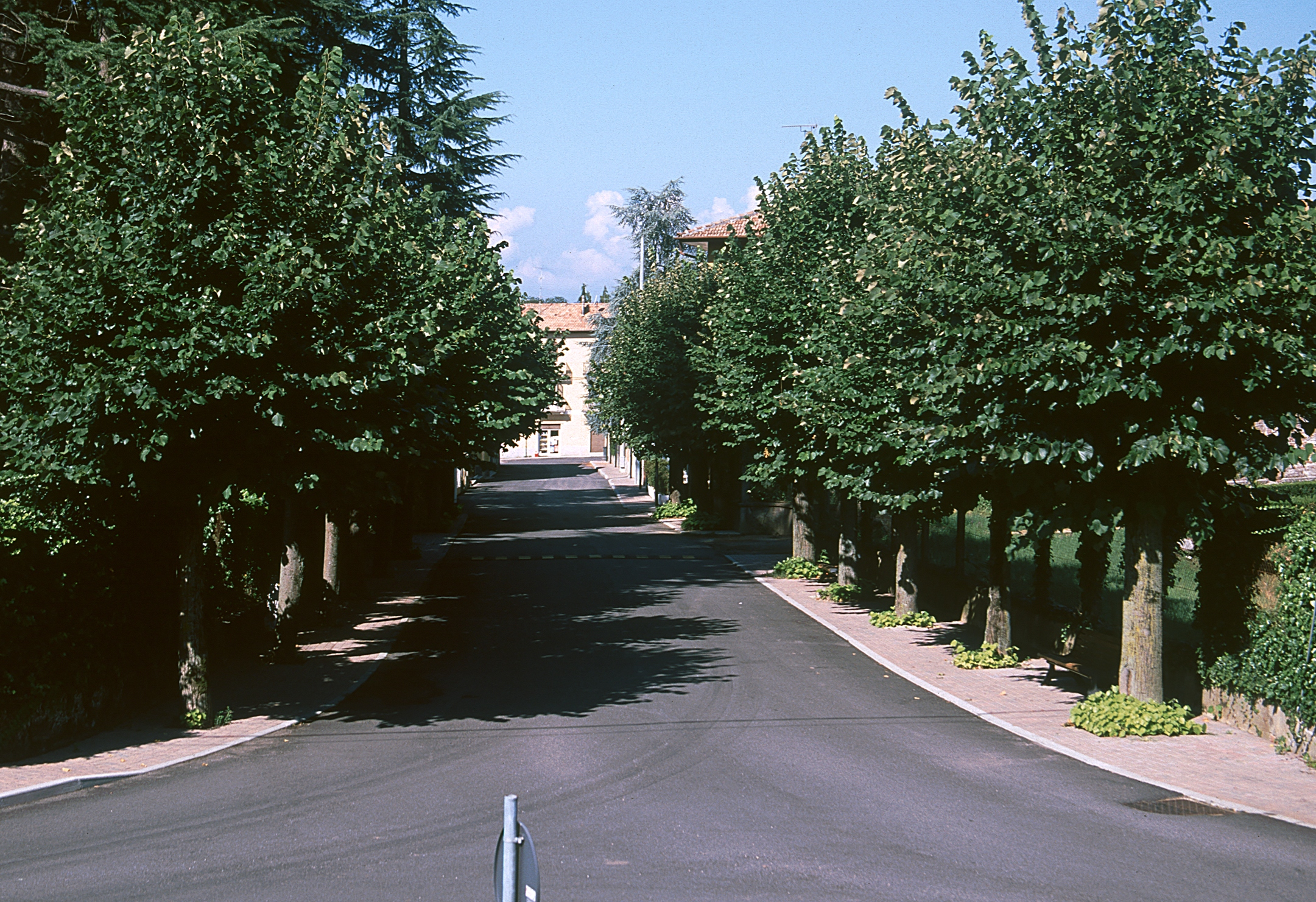
Via San Gaudenzio dal sagrato della parrocchiale
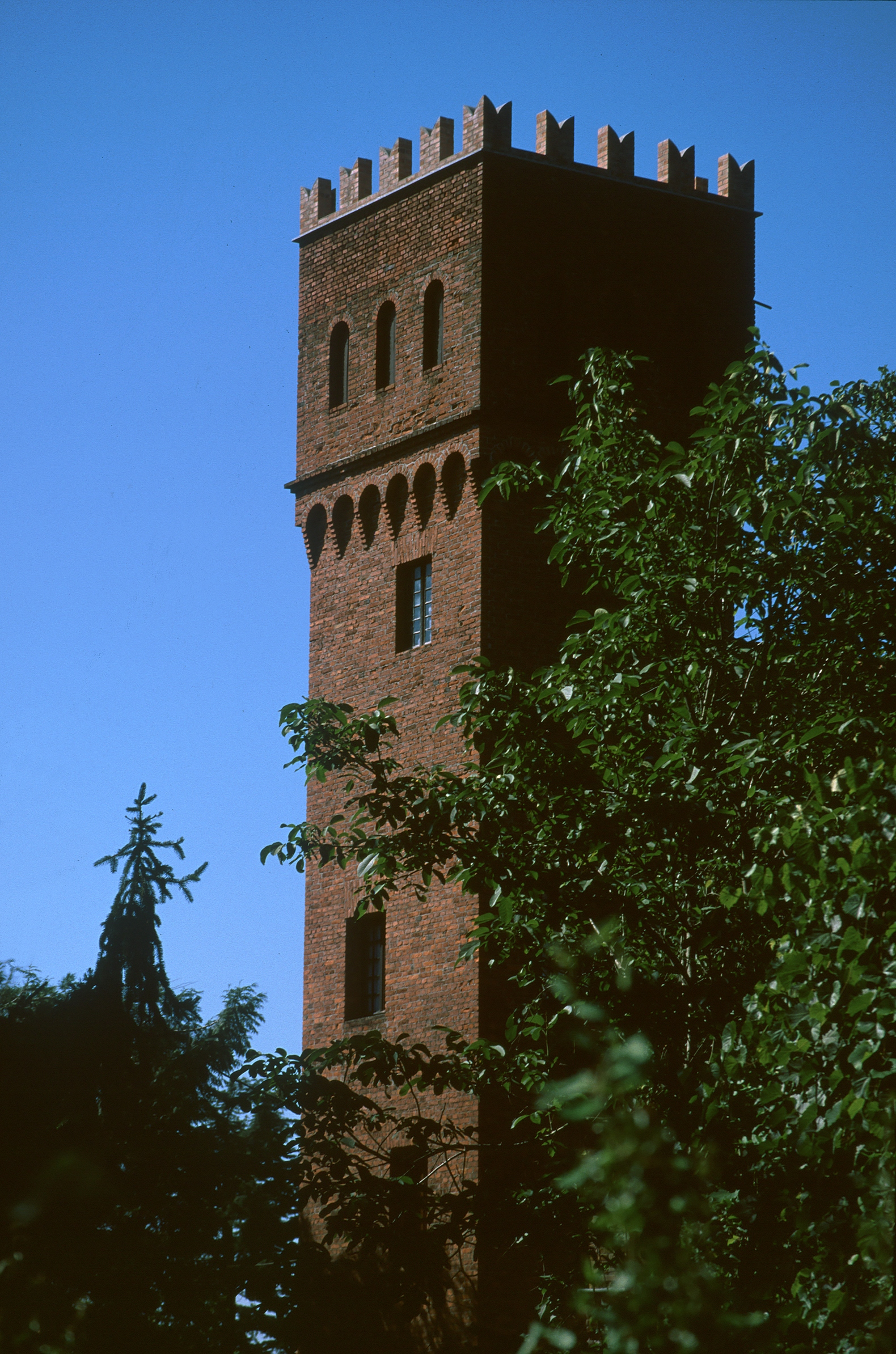
Torre della Camilluccia da via Dante
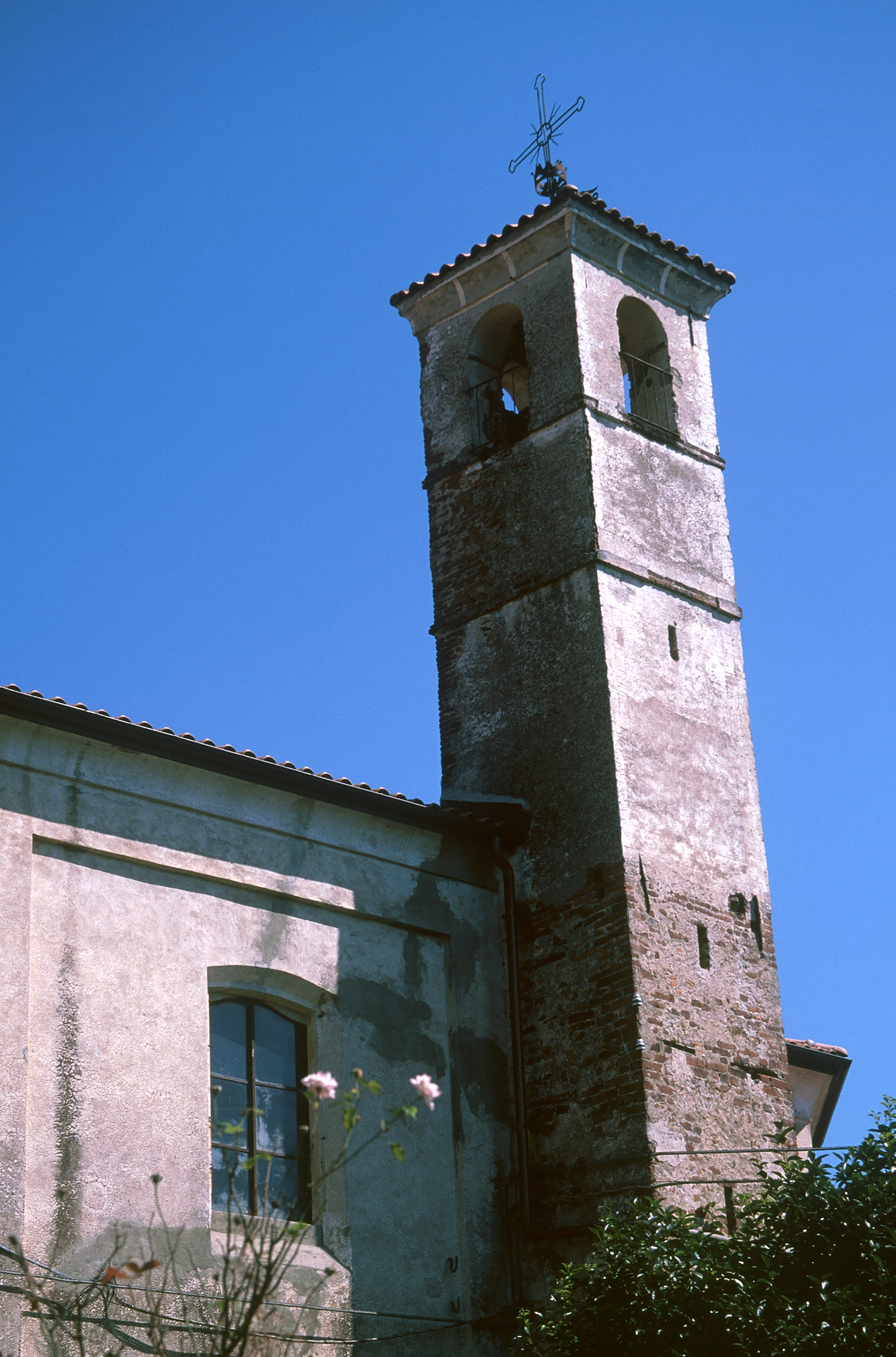
Campanile della chiesa dell'Assunta
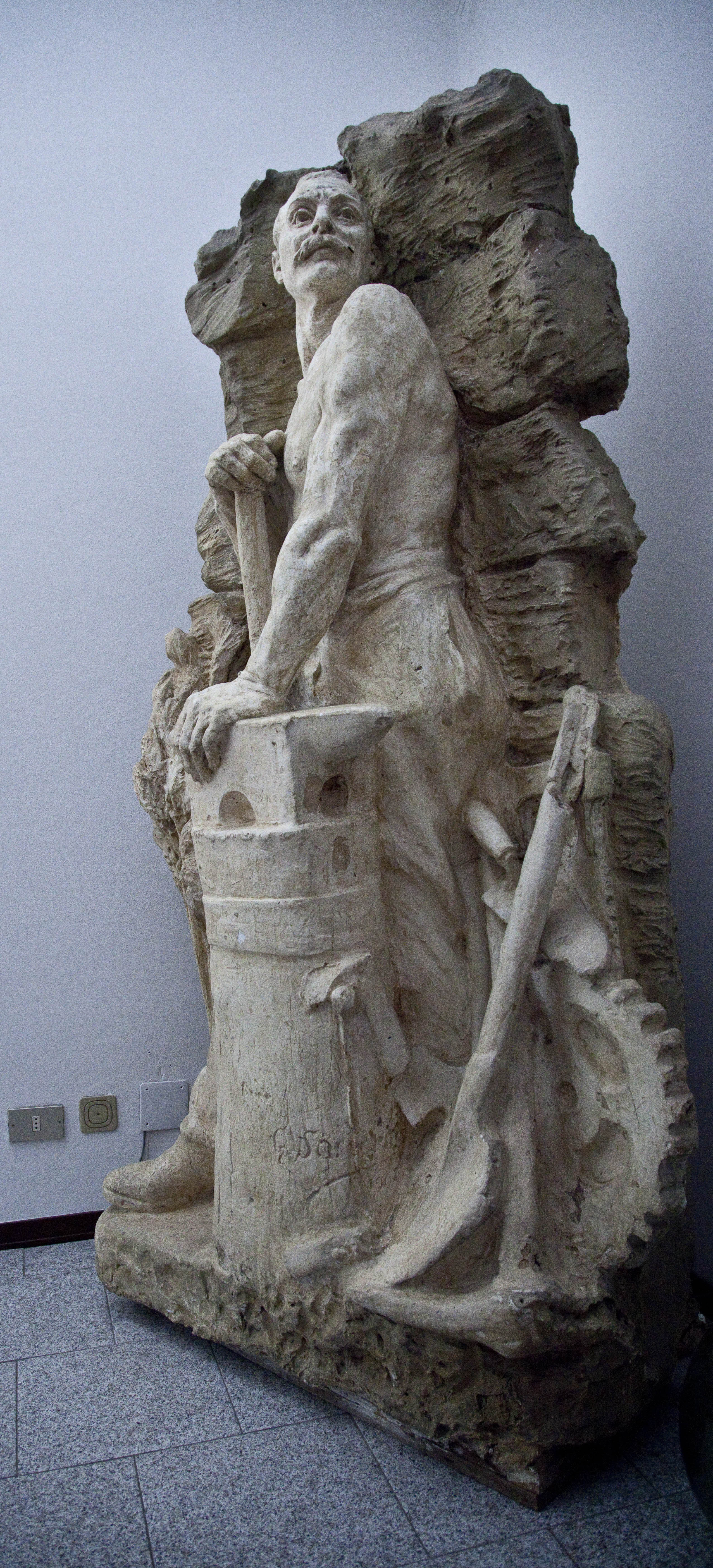
"Il lavoro" opera in gesso di Giuseppe Sartorio
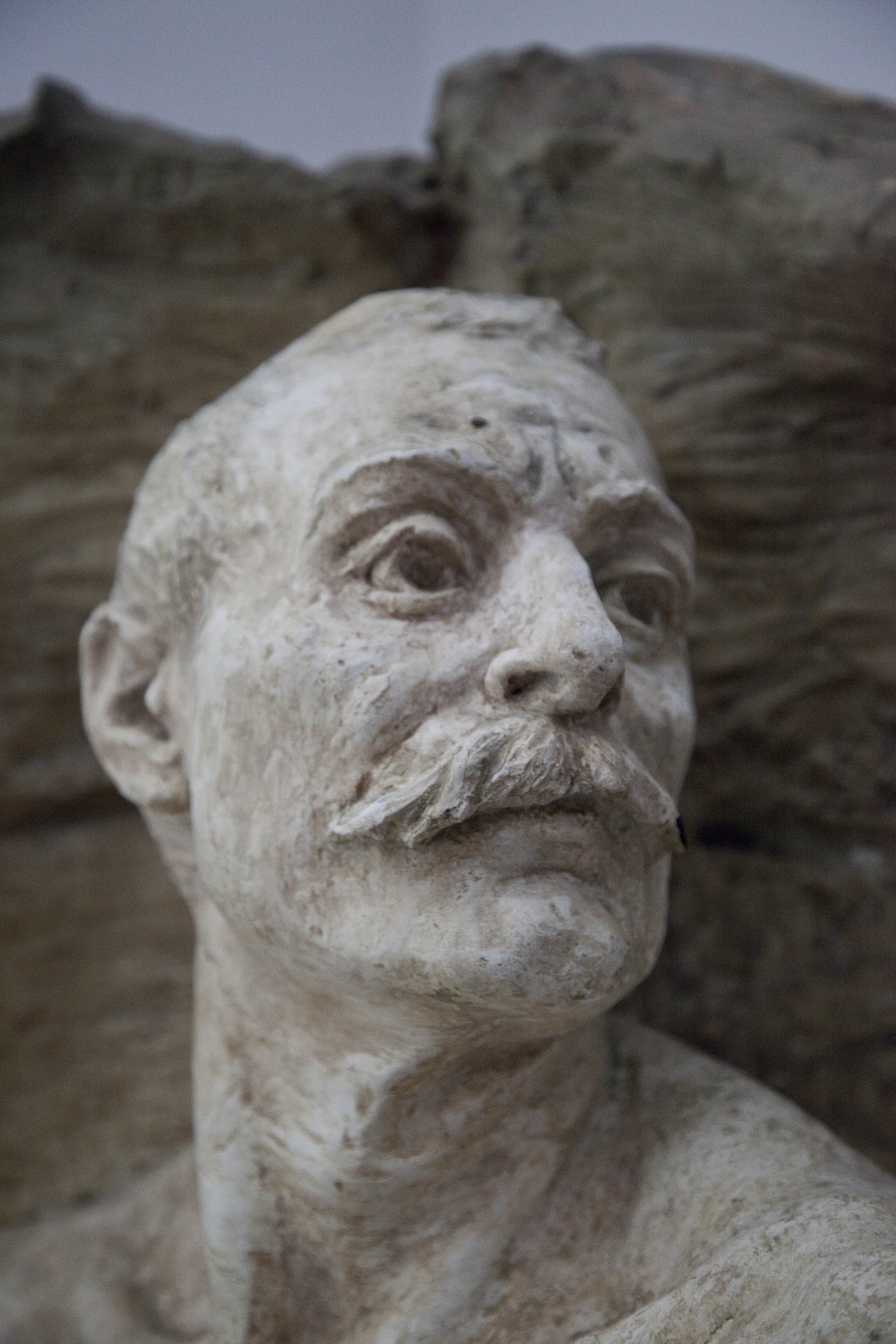
"Il lavoro" - particolare